# Joseph Dalton Hooker
Joseph Dalton Hooker (Halesworth (Suffolk), 30 juni 1817 – Sunningdale (Berkshire), 10 december 1911) was een Britse botanicus.
Hij was de tweede en jongste zoon van Maria en William Jackson Hooker. Op zevenjarige leeftijd bezocht hij al regelmatig de colleges botanie die zijn vader gaf bij de University of Glasgow. Hij was oprecht geïnteresseerd in het vakgebied. In zijn latere jeugd ging hij nog korte tijd naar de High School of Glasgow. Omdat het curriculum hier echter te beperkt was, werden Joseph en zijn oudere broer William van school gehaald om thuis verder te worden onderwezen. Joseph ging geneeskunde studeren aan de University of Glasgow. In die tijd was de botanie nog een onderdeel van de geneeskunde, waardoor hij in zijn studie ook in deze discipline werd onderwezen.

## Expeditie naar Antarctica met James Clark Ross
In 1839 bood James Clark Ross (een vriend van zijn vader) Joseph een positie aan als assistent-scheepsarts en natuuronderzoeker op zijn expeditie naar Antarctica. Hierbij stelde Ross de voorwaarde dat Hooker eerst zijn studie geneeskunde zou afronden. Het lukte hem net op tijd om zijn studie af te ronden en zijn Doctor of Medicine te behalen, waardoor hij mee kon met de expeditie.
Op 25 september 1839 vertrokken de twee expeditieschepen HMS Erebus en HMS Terror vanuit Medway. Onderweg stopten ze op Madeira om de voorraden aan te vullen. Hier kreeg Joseph de kans om voor het eerst planten te verzamelen en te determineren. Ross was onder de indruk van de activiteiten van Joseph en bood hem een kastje aan waarin hij zijn verzamelde specimens kon opbergen en bood hem tevens een plaats aan zijn tafel, waar hij met zijn microscoop kon werken terwijl hij zijn ontdekkingen uittekende op papier.
Vervolgens kwam de expeditie langs de Canarische Eilanden waar Joseph een gevarieerde flora aantrof met zowel endemische soorten als geïntroduceerde soorten. Door een plotselinge aanval van acuut reuma moest hij echter stoppen met zijn werkzaamheden.
Op weg naar Kaap de Goede Hoop maakte de expeditie nog enkele tussenstops op eilanden. De tussenstops werden voornamelijk gepland om de positie te bepalen, maar dit gaf Joseph ook de kans om planten te verzamelen op een aantal eilanden. Hieronder waren de rotsige eilanden van Penedos de São Pedro e São Paulo, het Braziliaanse Trinidade en Sint-Helena waar hij zijn eerste observaties deed van lokale flora en fauna die worden verdrongen door ingevoerde soorten.
Op 17 maart 1840 bereikte de expeditie Kaap de Goede Hoop, waar Joseph een gebied aantrof met een grote biodiversiteit. Een van zijn eerste werkzaamheden ter plaatse, was het laten verschepen van zijn collecties naar Engeland. Om de kans te vergroten dat zijn collecties veilig zouden aankomen, liet hij ze in meerdere sets verpakken, een voor de Royal Society, een voor de Britse admiraliteit, een voor kapitein Ross en twee voor zijn vader. Hoewel het verblijf slechts drie weken duurde, slaagde Joseph erin om meer dan 300 soorten te verzamelen die hij kon classificeren en tekenen.
Op 6 april 1840 vertrok de expeditie naar de Kerguelen. Daar trof Joseph de kerguelenkool aan. Deze plant was ontdekt in 1776 tijdens de derde expeditie van James Cook door zijn scheepsarts William Anderson. Joseph Dalton Hooker was echter de eerste die de plant een wetenschappelijke beschrijving gaf. Hij verzamelde en identificeerde er ook nog 150 verschillende plantensoorten. Hieronder waren 18 bedektzadigen, 3 varens, 35 mossen en voor de rest zeewieren en korstmossen. Het verzamelen gebeurde onder moeilijke omstandigheden vanwege lage temperaturen, vorst, sneeuw, onbegaanbaar terrein en de bijna continu aanwezige wind.
Op 20 juli 1840 vertrok de expeditie naar Hobart in wat toen nog Van Diemensland heette, het latere Tasmanië. Op 16 augustus arriveerden ze in Hobart en werd de expeditie van nieuwe voorraden voorzien. Op 12 oktober vertrokken ze naar de Aucklandeilanden, waar ze op 20 november arriveerden op Enderbyeiland. Hier bleven ze drie weken om te wachten op de Antarctische zomer. Joseph verzamelde hier weer een aantal planten. Hierna verbleven ze nog kort op Campbelleiland waar Joseph nog een aantal planten verzamelde. Vervolgens zeilden ze naar de zuidpoolcirkel.
Gedurende de daaropvolgende drie maanden op zee, bereikten de HMS Erebus en HMS Terror zuidelijker afstanden dan enige andere expeditie daarvoor. Met magnetisch onderzoek en het omvaren van Antarctica kon James Clark Ross accuraat de positie van de magnetische zuidpool bepalen. Gedurende deze omvaring werd ook Mount Erebus ontdekt.
Op 6 april 1841 keerde de expeditie terug in Hobart. Gedurende de volgende drie maanden, werden de twee schepen die door het ijs hadden gevaren, opgeknapt en werden de voorraden aangevuld. Op 6 juli vertrok de expeditie naar Sydney waar ze op 14 juli arriveerden in Botany Bay. Vervolgens vertrok de expeditie naar Nieuw-Zeeland, waar ze op 16 augustus arriveerden in Bay of Islands. Joseph ondernam meerdere excursies gedurende de drie maanden van hun verblijf. Omdat een groot gedeelte van de Nieuw-Zeelandse flora al was beschreven, bleven zijn nieuwe ontdekkingen voornamelijk beperkt tot mossen.
Halverwege november 1841 kreeg Joseph een brief van zijn vader omdat zijn vader was benoemd tot directeur van de Royal Botanic Gardens, Kew. Om zijn vader te feliciteren zond Joseph zijn vader een schip vol met levende planten. Vlak hierna vertrok de expeditie weer naar het Antarctisch gebied.
De HMS Erebus en HMS Terror vertrokken naar de plek waarvandaan ze het vorige jaar waren vertrokken. Op 1 januari 1842 waren de schepen echter ingesloten door ijs. Op 17 januari stak er een hevige storm op. Toen de storm ging liggen, werden de beschadigde schepen gerepareerd. De schepen waren zuidelijker gevaren dan ooit tevoren. Omdat de Antarctische winter zich zou aandienen, gaf Ross de opdracht om naar warmere wateren te vertrekken.
Op 12 maart, onderweg naar de Falklandeilanden, stak er een nog heviger storm op. De schepen werden tegen ijsbergen aangeslagen en tijdens de storm verloren de twee schepen elkaar in een donkere nacht uit het zicht. Uiteindelijk vonden ze elkaar weer met behulp van lichtsignalen.
Op 6 april arriveerde de expeditie bij de Falklandeilanden. Hiervandaan vertrokken ze alweer snel naar Hermiteiland. Hier was Joseph de eerste die er planten verzamelde na een bezoek van Charles Darwin een aantal jaren eerder. In het koude vochtige klimaat van het eiland verzamelde hij 100 soorten mossen en trof hij planten aan die gelijkenis vertoonden of zelfs identiek leken te zijn aan soorten uit Engeland. Hiermee begon zijn levenslange studie van de biogeografie. De expeditie kwam ook nog langs Vuurland, Sint-Helena en Ascension, voordat de terugreis naar Engeland werd aangevangen.
De expeditie arriveerde op 4 september 1843 in Engeland, na een reis van bijna 4½ jaar. Na de reis sprak Joseph Dalton Hooker af met Charles Darwin, die hij voor de reis al kort gesproken had. Ze vergeleken elkaars aantekeningen en sloten een levenslange vriendschap. Ze raadpleegden elkaar regelmatig over hun theorieën, Darwin over zijn theorie over de evolutie van soorten en Hooker over zijn theorie over de verspreiding van soorten. Hooker classificeerde op Darwins verzoek de planten die Darwin had verzameld op de Galápagoseilanden.
Naar aanleiding van de expeditie publiceerde Hooker jaren later zijn publicaties over zijn ontdekkingen: Flora Antarctica (1844-1847), Flora Novae-Zelandiae (1853-1855) en Flora Tasmaniae (1855-1860).

## Expeditie naar de Himalaya
Enige jaren na zijn terugkeer in Engeland, begon Joseph Dalton Hooker met de planning voor een nieuwe expeditie. Zijn vriend, de bioloog en geoloog Hugh Falconer, beval hem Sikkim aan omdat dat toen nog onafhankelijke land nog niet uitgebreid was onderzocht. Hooker keek ernaar uit om planten van zijn Antarctica-expeditie te vergelijken met flora uit die streken. Zijn vader ondersteunde hem met 400 Britse pond per jaar om de noordelijke streken van India te onderzoeken en planten te verzamelen voor de Royal Botanic Gardens, Kew waarvan zijn vader nog steeds directeur was. Hij vertrok op 11 november 1847 aan boord van het stoomschip Sidon vanuit Southampton.
Het schip voer via Lissabon, Gibraltar en Malta naar Alexandrië in Egypte. Joseph Dalton Hooker bekeek het historische erfgoed van Egypte en onderzocht ook hier de flora en ging daar zo in op, dat het hem niet was opgevallen dat zijn reisgenoten zonder hem waren vertrokken. Uiteindelijk slaagde hij erin om zijn reisgenoten per dromedaris in te halen en kwam hij in Suez aan boord van de Moozuffe, een stoomfregat van de Indiase marine, dat vervolgens naar Calcutta voer. Zijn hut was vlak naast de kolenstookruimte gevestigd. Zijn droogpapieren die hij gebruikte om zijn herbariumspecimens te verzamelen, gingen verloren door het water en de rook van de brandende kolen.
De Moozuffe arriveerde op 12 januari 1848 in Calcutta. Hooker kreeg hier een teleurstelling te verwerken omdat hij geen herbariumspecimina kon aanmaken omdat hij geen droogpapier meer had. Zijn eerste excursie was een geologische veldtrip op zoek naar kolen, die werd geleid door David Williams van de Geological Survey of India. Op 28 januari sloot Hooker zich bij Williams aan. Ze reden eerst naar Hugli-Chuchura waarna ze de Grand Trunk Road westwaarts volgden naar het kolenbekken van Damood Valley.
Uiteindelijk keerde Hooker terug naar zijn eigenlijke missie. Hij regelde een boot die hem over de Ganges stroomafwaarts naar Bhagulpore bracht. Van hieruit vertrok hij naar Sikkim. Onderweg kwam hij door Patna, waar hij de productie van opium aanschouwde. Hij kreeg hier een aantal specimina en tekeningen die het productieproces van opium illustreerden. De tekeningen bewaarde hij voor zijn vader die een museum voor economische botanie had opgericht. Hij vervolgde zijn reis door het binnenland van India naar Purnea, wat hij deed met een systeem waarbij aflossingsploegen van mannen de zware goederen vervoerden, een inspannende en trage methode van reizen.
Hooker deed uitgebreid verslag van de klimaatverandering die hem opviel toen hij van het laagland naar de bergen trok. De relatieve luchtvochtigheid nam toe en de vegetatie werd dichter begroeid. Hij was naast zijn kennis van de botanie, ook onderlegd in geologie, meteorologie en cartografie. Vijftig jaar nadat hij zijn kaarten had gemaakt, werden deze nog steeds gebruikt en bleken ze een hoge mate van accuratesse te bezitten.
Op 6 april 1848 bereikte Hooker Darjeeling, waar hij de bioloog Brian Houghton Hodgson ontmoette, die hem zijn huis aanbood als onderkomen van waaruit hij zijn expedities kon ondernemen. In de maanden daarna vervolledigde Hooker zijn Flora Antarctica , waar hij gedurende de zes jaar na zijn terugkeer in Londen nog niet aan was toegekomen. Ook onderzocht hij in deze maanden de flora in de omgeving van Darjeeling, waarbij hij een aantal nieuwe rhododendronsoorten ontdekte.
De Britse politieke waarnemer, Archibald Campbell, probeerde meerdere keren om toestemming te verkrijgen voor Hooker om door Sikkim te reizen, maar dat werd aanvankelijk geweigerd door de Radja en de Divan van Sikkim. Uiteindelijk gaven zij toe na druk van Groot-Brittannië, de toenmalige koloniale overheerser van India. De Dewan waarschuwde echter wel om de noordelijke grens met Tibet niet te passeren.
Zo konden Hooker en Campbell op 27 oktober 1848 vertrekken met een ploeg van 56 dragers, plantenverzamelaars, koks, vogelverzamelaars en veiligheidsmensen. De groep reisde door Sikkim en het westen van Nepal. Toen Hooker en Campbell de grens met Tibet uiteindelijk toch passeerden, werden ze op last van de Dewan in november 1849 gevangengenomen. De Britse regering wist de expeditie na een aantal weken vrij te krijgen door te dreigen met een militaire invasie.
Daarna reisde Hooker in 1850 met de botanicus Thomas Thomson door Oost-Bengalen. De twee keerden in 1851 terug naar Engeland. Ze schreven samen het eerste deel van Flora Indica (1855), een project dat echter vanwege een gebrek aan steun van de Britse Oost-Indische Compagnie nooit werd voltooid. De inleiding over de biogeografie van de Indiase flora werd echter wel beschouwd als een van de belangrijkste uiteenzettingen van Hooker over het onderwerp. Naar aanleiding van de expeditie publiceerde Hooker ook nog The Rhododendrons of Sikkim-Himalaya (1851), twee delen van Himalayan Journal (1854) die hij opdroeg aan Charles Darwin en The Flora of British India (1872-1897).
In totaal verzamelde Hooker 7000 plantensoorten uit India en Nepal, waaronder 25 voorheen onbekende soorten rhododendrons. De planten werden opgenomen in de collectie van de Royal Botanic Gardens, Kew.
Hooker ondernam ook nog reizen naar Libanon en Syrië in 1860, het Atlasgebergte in Marokko in 1871 en de Rocky Mountains in Colorado en Utah in 1877.

## Directoraat van de Royal Botanic Gardens, Kew

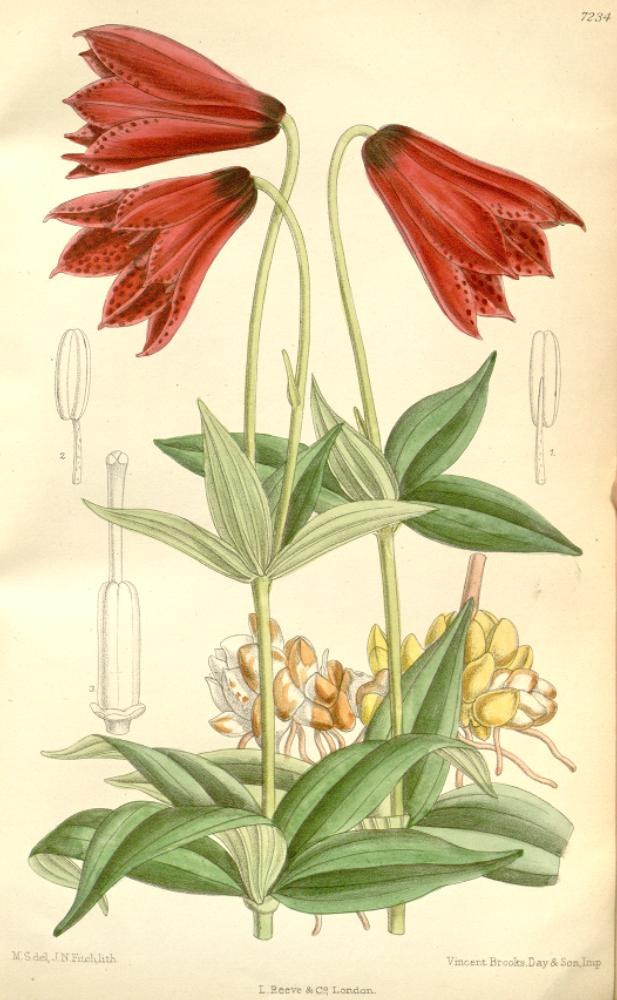
Lilium grayi van de hand van Hooker uit Curtis's Botanical Magazine

Op 5 juni 1855 werd Joseph benoemd als assistent-directeur van de Royal Botanic Gardens, Kew en diende hij onder zijn vader, die nog steeds directeur was. Toen zijn vader in 1865 stierf, volgde Joseph hem op als directeur.
Joseph Dalton droeg veel bij aan de botanische tuin, waaronder de 'in een t gerangschikte broeikassen' (inmiddels vervangen door de Princess of Wales Conservatory), het Jodrell Laboratory (onderzoekslaboratorium) en de Order Beds (plantenbedden waarin de planten zijn gerangschikt volgens het Bentham & Hooker-systeem). Gedurende het directoraat van Joseph Dalton Hooker, doneerde kunstenares Marianne North honderden van haar tekeningen aan de botanische tuin en zorgde zij ook voor een galerie om deze ten toon te stellen. Op Hookers gezag werden Braziliaanse rubberbomen (Hevea brasiliensis) in de botanische tuin opgekweekt en vervolgens gedistribueerd naar Ceylon en Maleisië. Dit was het begin van de grootschalige rubberindustrie in Azië. In 1885 trad Joseph terug als directeur van de botanische tuin en werd hij opgevolgd door zijn schoonzoon William Turner Thiselton Dyer.
Tussen 1865 en 1904 was Hooker redacteur van Curtis's Botanical Magazine. Van 1873 tot 1878 was Hooker voorzitter van de Royal Society. Hij schreef in zijn latere leven nog een aantal werken, waaronder Outlines of the Distribution of Arctic Plants (1862), Student's Flora of the British Isles (1870), de monografie Nepenthaceae (1873), Genera Plantarum (met George Bentham, 1860-1883) en Flora of British India (1855–1897).
Voor botanische namen die hij heeft gepubliceerd, wordt de standaardaanduiding Hook.f. gebruikt. Voorbeelden van door hem gepubliceerde botanische namen zijn Bulbinella rossii (genoemd naar James Clark Ross), Pleurophyllum speciosum en Anisotome latifolia. In 1888 werd Hooker samen met Richard Owen de eerste ontvanger van de Linnean Medal van de Linnean Society of London. In 1887 kreeg hij de Copley Medal. In 1892 kreeg hij de Darwin Medal. In 1908 kreeg hij de Darwin-Wallace Medal.
Hooker overleed op 10 december 1911 op 94-jarige leeftijd. Hij werd begraven in de kerk van Kew.